# Get Off of My Cloud
Singles de The Rolling Stones
(I Can't Get No) Satisfaction
(1965) 19th Nervous Breakdown / As Tears Go By
(1966)
Pistes de December's Children (And Everybody's)
Route 66 I'm Free
Get Off of My Cloud est une chanson des Rolling Stones, parue en single fin 1965. Le single se classa en tête des hit-parades aux États-Unis comme au Royaume-Uni, rééditant le succès de son prédécesseur, (I Can't Get No) Satisfaction. Elle est également parue sur le cinquième album américain du groupe, December's Children (And Everybody's), sorti la même année.
La chanson exprime l'agacement d'être dérangé dans ses rêveries, sans préciser si celles-ci sont naturelles ou provoquées.
On la retrouve encore sur les albums live Got Live If You Want It! (1966), Love You Live (1977) et The Biggest Bang (2007), ainsi que sur les compilations Big Hits (High Tide and Green Grass) (1966) et Forty Licks (2002).

## Genèse et enregistrement
Début septembre, alors que la chanson (I Can't Get No) Satisfaction est en tête des hit parades, le producteur des Rolling Stones, Andrew Loog Oldham, leur demande où en est leur prochain single. Leur calendrier est surchargé entre les passages à la télévision et les concerts avec parfois deux shows le même soir. Cette cadence infernale sera le thème de leur nouveau single.
Après les concerts des 3 et 4 septembre 1965 respectivement à Dublin et Belfast, le groupe s'envole vers Los Angeles où il retourne au studio RCA où il enregistre toutes leurs chansons depuis le début de l'année, pour une nouvelle session de deux jours les 5 et 6 septembre 1965. C'est durant la première journée qu'est enregistrée Get Off of My Cloud. Ces sessions se sont déroulées dans l'urgence et l'enregistrement de certaines chansons est bâclé.
Pendant que Brian Jones joue le riff de base inspirée de Louie Louie des Kingsmen, Keith Richards le soutien avec une guitare rythmique bien lourde sans faire appel la pédale Fuzz qu'il a utilisé pour Satisfaction, ne souhaitant pas exploiter ce phénomène. Le pianiste Ian Stewart, ancien membre du groupe (viré au début lors de la signature avec le label Decca en 1963) qui continue malgré tout de le suivre et de l'accompagner dans l'enregistrement de certaines chansons, est également présent sur Get Off of My Cloud à la demande de Keith qui voulait étoffer le son. Mais son jeu se retrouve noyé dans le mixage final et est donc peu audible.
Malheureusement, le travail de production d'Oldham est considérée comme la pire selon Keith Richards : en plus de la disparition du piano de Stewart dans le mixage, le chant agressif de Mick Jagger est également sous-mixé et n'est pas très compréhensible à certains moments. La réalisation de la chanson s'est réalisé trop précipitamment sur un tempo plus rapide à la demande du producteur pour bien enchaîner rapidement sur le succès de Satisfaction.

## Parution et réception
La chanson sort en single au Royaume-Uni le 22 octobre 1965 et arrive en tête du classement le 28 octobre suivant. On y trouve en face B une autre composition originale intitulée The Singer Not the Song, où les paroles racontent que l'important dans un couple est de choisir une femme qui comprend l'homme, mais pas d'être avec une femme, mais la réalisation est également précipitée et réalisée dans l'urgence. Ces deux chansons seront absents des albums dans ce pays, car cela est dû au fait qu'à cette époque on ne publie pas sur les albums britanniques les chansons qui sortent en singles sur ce territoire. 
Aux États-Unis, le single sort le 25 septembre 1965 avec une face B différente où The Singer Not the Song est remplacée par I'm Free, autre composition originale issue de la même session, qui est parue au Royaume-Uni sur l'album Out of Our Heads. Il atteint également la tête du classement le 16 octobre. Toutes les chansons issues de la session de septembre au studio RCA dont Get Off of My Cloud et ses faces B britanniques et américains sont publiés sur l'album américains December's Children (And Everybody's) en décembre.

## Analyse des paroles
Écrite et composée par le duo Jagger/Richards, Get Off of my Cloud est une réflexion en énergie brute sur le statut de rockstar, qui malgré ses bons côtés peut être un enfer. Selon Keith Richards, c'est la réponse adéquate à une suite à Satisfaction (le single précédent) demandée non seulement par les fans, mais aussi par les professionnels du disque et leur producteur Oldham, lequel a demandé au groupe un nouveau tube dans cette lignée.
Get Off of my Cloud est une chanson sur l'aliénation contre l'Amérique profonde, et non sur la drogue selon certaines rumeurs, provoquant la censure sur certaines radios. Comme l'explique Mick Jagger : "Le monde adulte au début des années 1960 était une société très ordonnée, j'étais en train d'en sortir. Et, en Amérique, c'était plus ordonné que partout ailleurs. J'ai trouvé une société très stricte tant dans la façon de penser, de se comporter que de s'habiller." En dehors de New York et Los Angeles, deux villes intéressantes à ses yeux, Jagger critique l'Amérique profonde : "En dehors de ces deux villes, nous avons trouvé que la société était très restrictive, dans tous les domaines, et plein de préjugés. Il y avait encore la ségrégation. Et les attitudes étaient terriblement vieux jeu. Les Américains m'ont choqué par leur comportement et leur étroitesse d'esprit". Jagger lance donc un cri d'alarme contre cette Amérique qui a élevé la publicité comme valeur suprême : "Vas-t'en de mon nuage".

## Personnel

### The Rolling Stones
- Mick Jagger : chant
- Keith Richards : guitare rythmique, chœurs
- Brian Jones : guitare solo, guitare douze cordes, piano électrique
- Bill Wyman : basse, chœurs
- Charlie Watts : batterie

### Musicien additionnel et équipe technique
- Ian Stewart : piano
- Andrew Loog Oldham : production
- Dave Hassinger : ingénieur du son

## Reprises
- Get Off My Cloud par The Eyes (1965)
- Get Off My Cloud par Cary August (1994)
- Get Off My Cloud par The Briggs (2004)
- Get Off My Cloud par Alexis Korner (1975)
- "Weird Al" Yankovic (1989)
- Get Off of My Cloud par The Meteors, en partie les mêmes paroles et son.
- Get Off My Cloud par The Flying Pickets, enregistré en live à "the Albany Empire" (1982), et également sur "The Best of the Flying Pickets (Only You)" EMI 1991
- Nikki Boyer enregistre une version acoustique en 2003 dans :New Licks: A Tribute to the Rolling Stones.

Le groupe français Les Rolling Bidochons enregistre une parodie intitulée Des sous pour habiter Saint-Cloud dans son album Sales Gueules en 1990.